# Aeroportul Yasawa Island
Aeroportul Yasawa Island (IATA: YAS, ICAO: NFSW) este un aeroport din Fiji ce deservește zona Yasawa⁠(d). A fost numit după zona deservită.
Situat la o altitudine de 3 m, aeroportul dispune de o singură pistă.